# Constant Joseph Alban

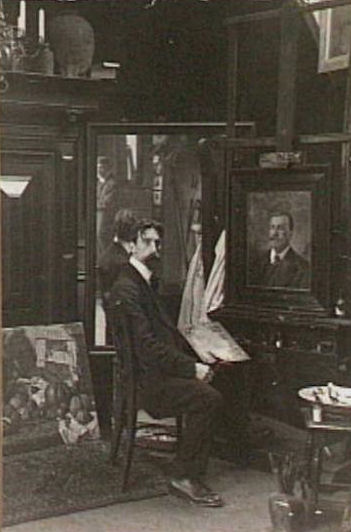
Alban in zijn atelier (1903), foto van Sigmund Löw.

Constant Joseph Alban (Rotterdam, 20 januari 1873 - aldaar, 6 juni 1944) was een Nederlands etser en kunstschilder.
Alban kreeg zijn opleiding aan de Academie van Beeldende Kunsten in zijn geboorteplaats. Hij was leerling van onder meer Jan de Jong en Alexander van Maasdijk. Hij schilderde portretten, stillevens en landschappen. Hij was lid van de Rotterdamse Kunstenaarssociëteit en sinds 1915 van de kunstenaarsvereniging Sint Lucas in Amsterdam.. Naast schilder was Alban actief als meubel- en interieurontwerper. Hij ontwierp meubels voor de fabriek van H. Pander & Zn.
Hij woonde en had een atelier in de Van den Hoonaardstraat 11a en gaf daar ook schilder- en tekenles.